# عطا الله منصور
عطا الله منصور (9 فبراير 1934-) هو كاتب وصحافي عربي فلسطيني الأصل إسرائيلي الجنسية، كتب العديد من الروايات والمقالات والقصص القصيرة بالعربية والعبرية.

## بداياته
ولد عطا الله منصور في قرية الجش في الجليل الأعلى شمالي فلسطين. تعلم في لبنان في الأعوام 1946- 1950. عام 1950 عاد إلى إسرائيل كمتسلل وفقط بعد مرور عشرة اعوام نال الجنسية الإسرائيلية. بعد عودته إلى إسرائيل امضى فترة عام في كيبوتس «شاعر هعمكيم»، هناك بدأ تعلم العبرية. عمل مرشدا للشبيبة ومن ثم انتقل للعمل في الصحافة العبرية. عمل في مجلة "העולם הזה" في الأعوام 1954- 1958. في الأعوام 1958- 1991 عمل مراسلًا لصحيفة "הארץ". كتب عطا الله بالعربية، العبرية والإنجليزية.

## أعماله
روايته الأولى «وبقيت سميره» صدرت بالعربية عن دار النشر الحكومية «دار النشر العربي» عام 1962، لكنه نال نقدا لاذعا من جانب النقاد اليهود والعرب بسبب مضمونها. منصور ذكر بنفسه ان النقاد اليهود رؤوا بها كمعادية لليهود ولإسرائيل. اما النقاد العرب فرؤوا بها رواية ترسخ نموذجا لبطل عربي منهزم وسلبي وهو ما رفضه النقاد الشيوعيون الذي سيطروا على الساحة الثقافية والأدبية انذاك. وحسب ادعاء عطا الله، فان النقد اللاذع من جانب النقاد العرب واليهود هو الذي قاده لكتابة روايته الثانية"באור חדש" (في ضوء جديد) بالعبرية عام 1966، فكانت أول رواية عبرية يكتبها كاتب عربي.
عطا الله منصور يسكن حاليا في مدينة الناصرة. وما زال يكتب في جريدة القدس الصادرة في القدس.

### من كتاباته بالعربية
- وبقيت سميرة، تل أبيب: دار النشر العربي، 1962.
- حفنة تراب لزنابق الحقل: مشاهد ومقاطع من قصة حياة عادية جرت في ظروف استثنائية. الناصرة: قسم الثقافة العربية، وزارة المعارف والثقافة والرياضة، 2004.
- خطاب قبل الغروب: 2014

### من كتاباته بالعبرية
- في ضوء جديد- تل أبيب- إصدار كارني "באור חדש". ת"א: הוצאת קרני، 1966.
- سكان ثانويون: عرب إسرائيل، مكانتهم وسياسة (الحكومة) في التعامل معهم. דיירי משנה : ערביי ישראל، מעמדם והמדיניות כלפיהם /עוזי בנזימן، עטאללה מנצור. ירושלים : כתר، 1992.

### من كتاباته في الإنكليزية
- waiting for the dawn ،1973
- Narrow Gate Churches ،2004
- 2013، Still waiting for the dawn